# Ставрева, Петя
Петя Ставрева Ставрева (29 апреля 1977 — 6 мая 2024) — болгарский политик и журналист, председатель партии «Объединённые крестьяне» (с 2011 года). В 2007-2009 годах она была депутатом Европарламента от фракции ЕНП.

## Биография
Петя Ставрева родилась 29 апреля 1977 года в Пловдиве. 

#### Образование
Окончила факультет журналистики и массовых коммуникаций Софийского университета, после чего прошла обучение по специальности «Политический менеджмент» в Новом болгарском университете. Проходила специализированные курсы по политическим коммуникациям в Институте Роберта Шумана в Будапеште (Венгрия). 

#### Профессиональная и политическая деятельность
С 2001 до 2002 года Петя Ставрева работала редактором и автором онлайн-издания «Ядерная безопасность». С 2001 года она также была руководителем отдела по связям с общественностью Молодёжного сельскохозяйственного союза при Болгарском народном союзе.
С 2002 года работала  в газете «Народное земледельческое знамя» политическим репортёром и редактором, отвечающим за внутриполитические новости. С 2002 по 2005 год была региональным координатором Болгарии в международной организации молодых сельскохозяйственных производителей. 
В 2004 году возглавила ассоциацию «Молодёжные инициативы 2004», с 2005 года была председателем правления ассоциации. В 2006 году она была избрана членом Постоянного присутствия Болгарского народного союза и секретарём по международным вопросам. В 2007 году стала заместителем председателя ассоциации «Аграрный союз» и экспертом по международным отношениям на вагоноремонтном заводе «Септември-99». 
На выборах в Европейский парламент в 2007 году она была избрана от списка партии ГЕРБ. В период с 2007 по 2009 годы являлась депутатом Европарламента от группы Европейской народной партии (ЕНП). Работала в комиссиях по сельскому хозяйству и развитию сельских районов, по контролю за бюджетом и по равноправию полов. В 2008 году она инициировала создание Общественного совета для гражданского мониторинга использования средств европейских фондов в сельском хозяйстве. С 2009 года является председателем болгаро-французского комитета по побратимству.
26 марта 2011 года состоялся второй очередной конгресс партии «Объединённые земледельцы», на котором Петя Ставрева была избрана председателем партии. В 2016 году она была избрана председателем ассоциации «Балканская сельскохозяйственная палата». Как эксперт по общей сельскохозяйственной политике Европейского Союза, она участвовала в международных организациях и инициативах.
В ноябре 2023 года была приведена к присяге в качестве депутата Народного собрания 49-го созыва. 
Скончалась 6 мая 2024 года после болезни.